# Eva Chaloupková
Eva Chaloupková (provd. Jarošová, Morávková, Krejcarová) (2. ledna 1905 Nový Bydžov – ?) byla česká a československá sportovní plavkyně, účastnice olympijských her 1924
Závodnímu plavání se věnovala od svých 15 let v klubu APK Praha, odkud v roce 1922 přestoupila s dalšími členy APK do klubu AC Sparta Praha. Byla specialistkou na kratší tratě. Její československý rekord na 50 m volný způsob 36,6 s vydržel dlouhých 20 let.
V roce 1924 startovala na olympijských hrách v Paříži, kde na 400 m volný způsob nepostoupila z rozplaveb. Do závodu na 100 m volný způsob nenastoupila.
Za Spartu Praha plaval do roku 1932, kdy se vdala za klubového kolegu z oddílu kanoistiky Jiřího Jaroše. Manželství bylo později rozvedeno. Dále užívala jméno Morávková nebo Krejcarová.

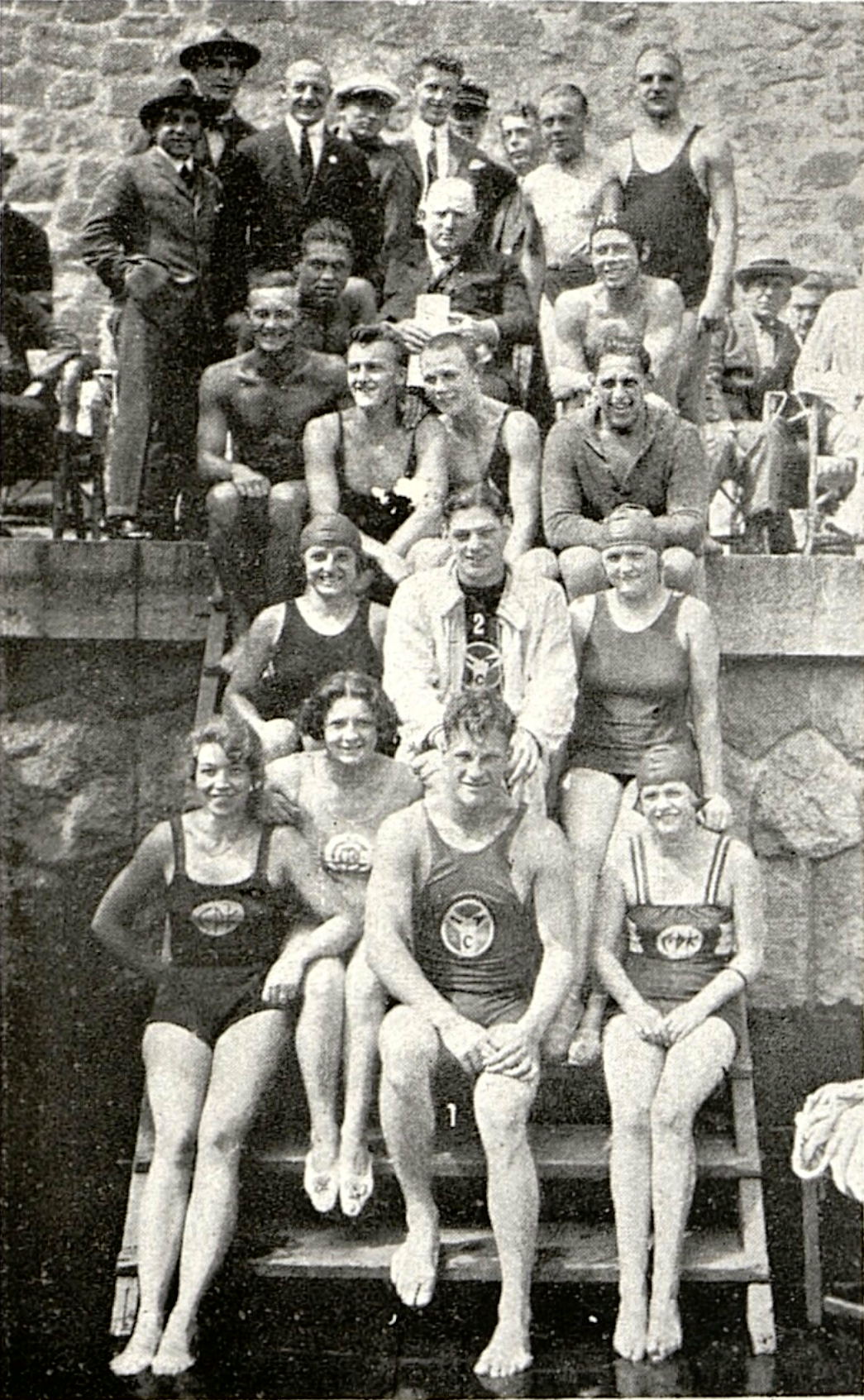
Eva Chaloupková (druhá řada vlevo) v roce 1924 na společné fotografii s olympijským vítězem Johnnym Weissmüllerem
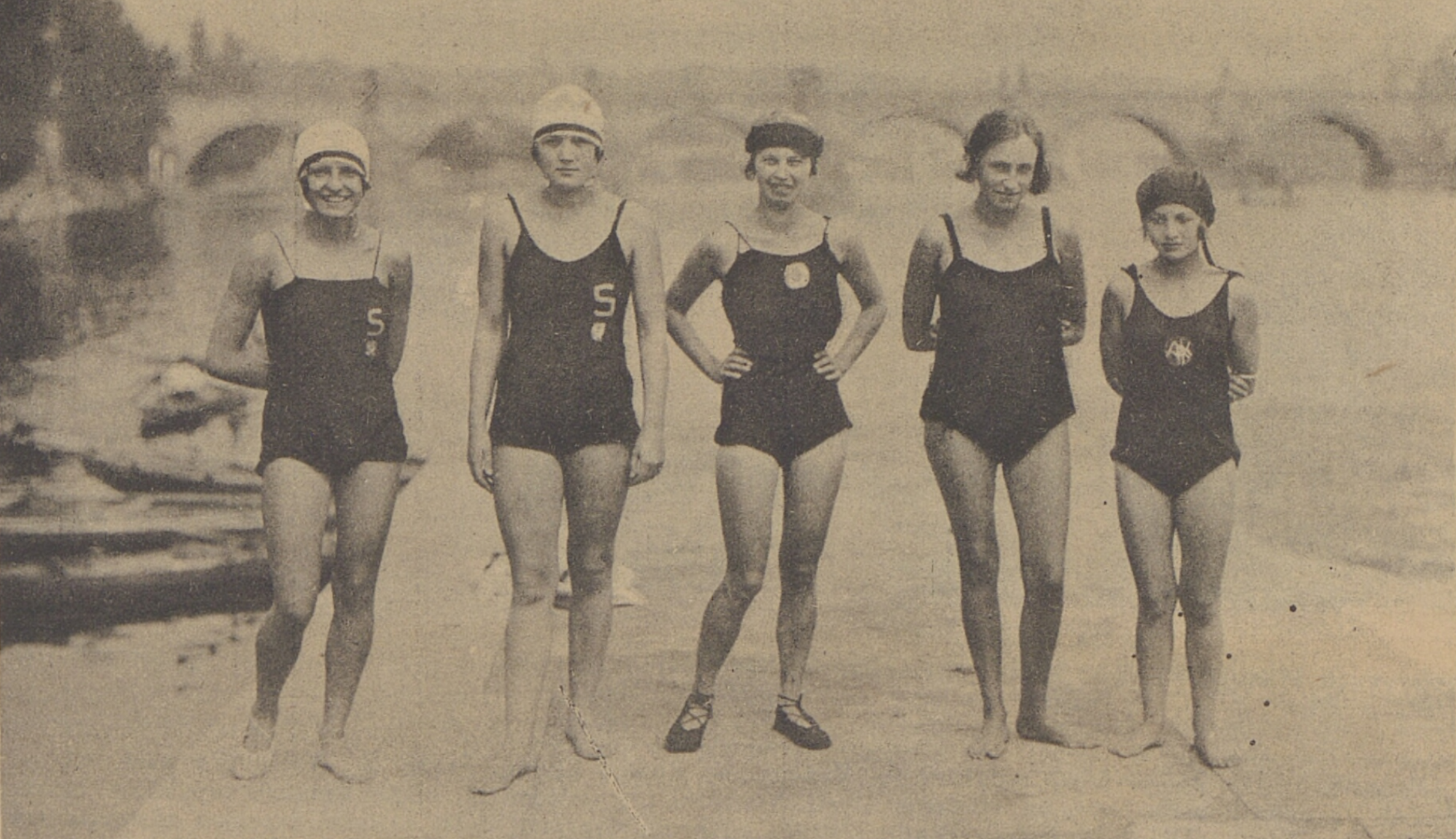
Eva Chaloupková, Babeta Dražková, Karla Landová, Hroníčková a Čížková po závodech v roce 1922
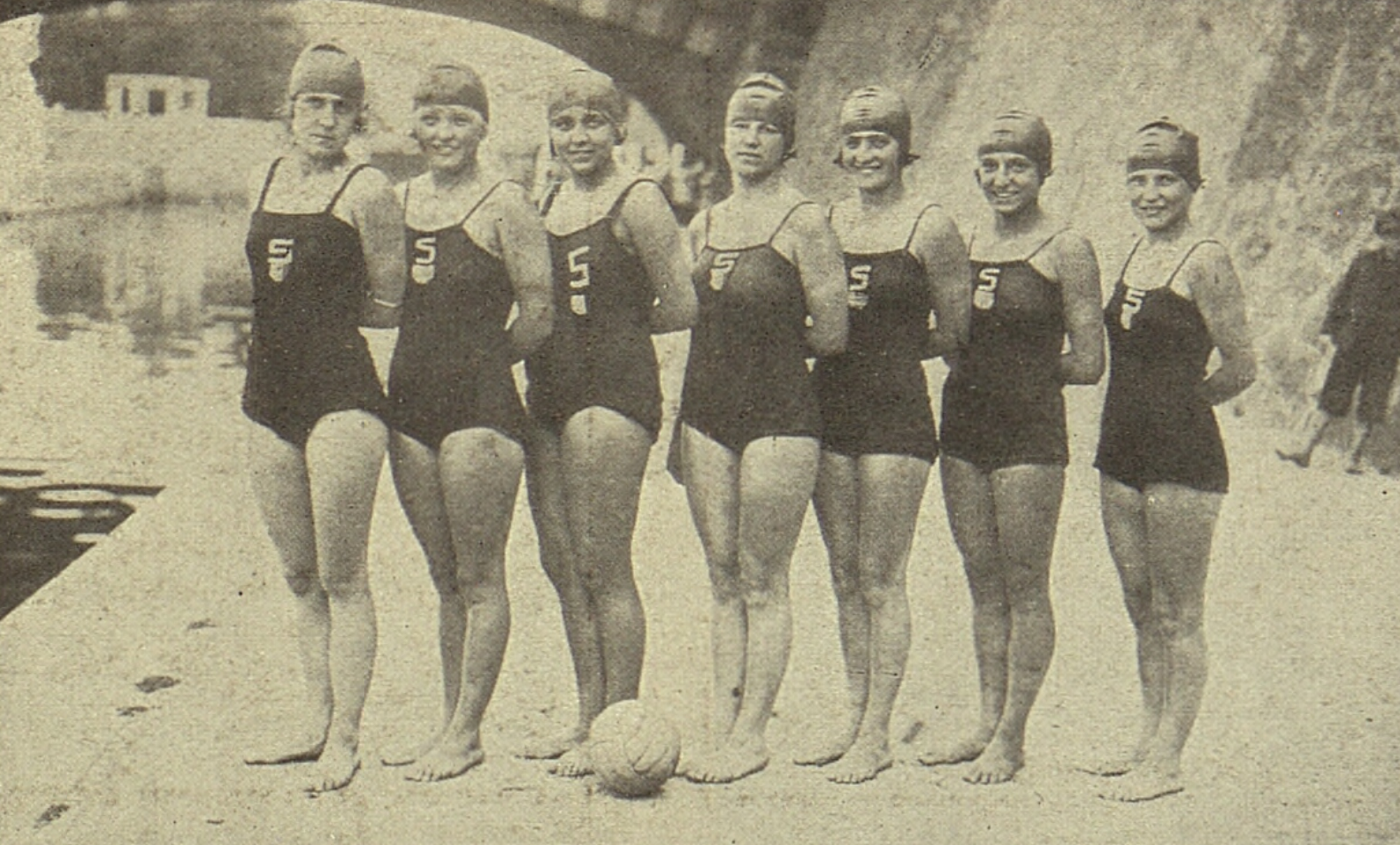
Tým ženského vodního póla – Eva Chaloupková druhá zprava